# Ordina Open 1997
L'Ordina Open 1997 è stato un torneo di tennis giocato sull'erba. È stata la 8ª edizione dell'Ordina Open, che fa parte della categoria International Series nell'ambito dell'ATP Tour 1997, e della Tier III nell'ambito del WTA Tour 1997. Sia il torneo maschile che quello femminile si sono giocati al Autotron park di Rosmalen, vicino 's-Hertogenbosch nei Paesi Bassi, dal 16 al 22 giugno 1997.

## Campioni

### Singolare maschile
Richard Krajicek ha battuto in finale  Guillaume Raoux con il punteggio di 6–4, 7–6(7).

### Singolare femminile
Ruxandra Dragomir ha battuto in finale  Miriam Oremans con il punteggio di 5–7, 6–2, 6–4.

### Doppio maschile
Jacco Eltingh /  Paul Haarhuis hanno battuto in finale  Trevor Kronemann /  David Macpherson con il punteggio di 6–4, 7–5.

### Doppio femminile
Eva Melicharová /  Helena Vildová hanno battuto in finale  Karina Habšudová /  Florencia Labat con il punteggio di 6–3, 7–6.